# 12188 Kalaallitnunaat
12188 Kalaallitnunaat eller 1978 PE är en asteroid i huvudbältet som upptäcktes den 9 augusti 1978 av den danske astronomen Richard West vid La Silla-observatoriet. Den är uppkallad efter det grönländska namnet på Grönland.